# Marilia mexicana
Marilia mexicana är en nattsländeart som först beskrevs av Banks 1901.  Marilia mexicana ingår i släktet Marilia och familjen böjrörsnattsländor. Inga underarter finns listade i Catalogue of Life.